# Frank Arnesen
Frank Arnesen (født 30. september 1956 i København) er en tidligere dansk professionel fodboldspiller. Han spillede 52 A-landskampe for Danmarks fodboldlandshold og scorede 14 mål. Hans tempospil, teknik og skudstyrke gjorde ham til en af Danmarks mest populære spillere. Efter sin spillerkarriere har han bl.a. været sportsdirektør i flere europæiske klubber.
Sammen med ungdomsvennen og klubkammeraten Søren Lerby blev han optaget i Dansk Boldspil-Unions Fodboldens Hall of Fame i 2013. Allerede i 2009 var de to spillere dog indirekte blevet optaget som en del af det kollektive "dynamit-hold" fra 1980'erne.

## Spillestil
Frank Arnesen havde en dynamisk og udfordrende spillestil med højt tempo og stor skudstyrke. Det skaffede ham en stor folkelig popularitet bl.a. på det danske landshold, men den frygtløse og hurtige stil var også risikabel. Den indebar mange skader og forkortede til sidst hans karriere.

## Klubkarriere
Frank Arnesen startede sin klubkarriere i Fremad Amager, som han som 17-årig hjalp til at avancere til Danmarks bedste fodboldrække.I næste sæson blev han opdaget af Ajax Amsterdam, som hentede ham og Søren Lerby til Holland i 1975. Her blev han anfører og spillede i alt seks sæsoner for klubben, med hvilken han blev hollandsk mester tre gange. Han blev 1979 kåret som årets spiller i Holland. Siden spillede han i en række andre store europæiske klubber. I 1988 vandt han Europacuppen for mesterhold med PSV Eindhoven.

### Klubber
- Fremad Amager 1974-1975
- Ajax Amsterdam 1975-1981
- Valencia CF 1981-1983
- RSC Anderlecht 1983-1985
- PSV Eindhoven 1985-1988

## Landsholdskarriere
Arnesen var en af de store profiler på Sepp Pionteks "dynamit-hold" fra midten af firserne, der gjorde en god figur ved bl.a. EM i fodbold 1984 og VM i fodbold 1986.
Arnesen blev dansk topscorer med 3 mål ved EM i 1984. Ved VM i 1986 blev han i den sidste puljekamp udvist efter to advarsler, først for et angiveligt forsøg på at 'filme' sig til straffespark, siden for en hævnakt mod Vesttysklands libero Lothar Matthäus.

## Managerkarriere
Efter den aktive karrieres afslutning blev Arnesen assistenttræner for den legendariske Bobby Robson i PSV Eindhoven. Han fortsatte som sportsdirektør i klubben og var med til at opdage og udvikle talenter som Ronaldo, Romario og Ruud van Nistelrooy. Han blev 2005 kåret som verdens bedste sportschef. Senere blev han sportsdirektør i Premier League klubben Tottenham Hotspur. Opholdet i Tottenham fik en brat ende, da det rygtedes, at Arnesen under hånden forhandlede med Chelsea F.C. om at overtage posten som talentchef. Arnesen blev bl.a. fotograferet på klub-ejer Roman Abramovich' lystyacht.
Kort efter skrev Arnesen kontrakt med Chelsea som talentchef i klubben. Den 12. juli 2009 blev han forfremmet til sportsdirektør i Chelsea FC, hvor han for fremtiden skulle have et større ansvar. Arnesen skulle blandt andet administrere mange af holdets transfers, der vedrører førsteholdet. November 2010 sagde han stillingen op med virkning fra sommeren 2011.
20. februar 2011 blev Frank Arnesen præsenteret som sportchef for det tyske bundesligahold Hamburger SV. Kontrakten løb fra 1. juli 2011 til 30. juni 2014. Han blev dog fyret i 2013 og har siden været sportsdirektør i Metalist Kharkiv (2014) og PAOK F.C. (2015-2016). 2018-2019 var han ansat som teknisk direktør i Anderlecht.